# Meranoplus clypeatus
Meranoplus clypeatus är en myrart som beskrevs av Bernard 1953. Meranoplus clypeatus ingår i släktet Meranoplus och familjen myror. Inga underarter finns listade i Catalogue of Life.